# Inmigración estadounidense en Argentina
La inmigración estadounidense en Argentina es un movimiento migratorio desde los Estados Unidos hacia la Argentina. Se estima que unos 60 000 estadounidenses viven en el país, y 26 000 de ellos viven en la ciudad capital, Buenos Aires.

## Historia

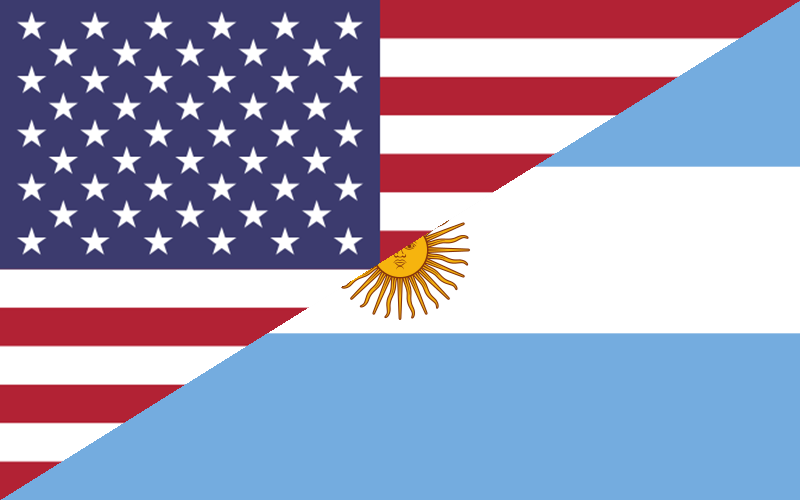
Bandera de Estados Unidos y Argentina unificada.

Los inmigrantes provenientes de los Estados Unidos llegaron a la Argentina mayormente desde la segunda mitad del siglo XIX. Actualmente miles de estadounidenses, especialmente jóvenes (y en menor medida, jubilados), residen en Argentina.
Entre los primeros estadounidenses que arribaron estaban las maestras que llegaron por iniciativa de Domingo Faustino Sarmiento, el cual se inspiró en el pensamiento y la obra del educador estadounidense Horace Mann Sr., cuya esposa, Mary Mann (quien madurara la idea de llevar maestras estadounidenses al país junto a Sarmiento), se encargó de reclutar a 67 maestros de distintos lugares de Estados Unidos que llegarían para lograr la apertura de escuelas normales y la formación de maestras argentinas. Poco después de su elección como Presidente de la Nación en 1868, éstas comenzaron a arribar. Fueron 61 maestras y 4 maestros estadounidenses; la primera fue Mary Elisabeth Gorman, que llegó en noviembre de 1869.
Un pequeño asentamiento de inmigrantes estadounidenses tuvo lugar en la «Colonia California», fundada en 1866 en la zona que se conoce como Chaco santafesino (los terrenos estaban ubicados en ese momento más allá de la «frontera», por lo cual hubo en los primeros años fuertes enfrentamientos entre los colonos y los indios no reducidos, es decir aquellos que no habían aceptado integrarse a las misiones religiosas y someterse a la autoridad del Estado Argentino), con varias familias en su gran mayoría provenientes de California, quienes terminada la guerra civil estadounidense buscaron una nueva patria, como otros muchos lo hicieron en aquel entonces hacia México o Brasil. Esas familias, si bien no habían participado militarmente en la guerra, habían sido partidarios de la causa de la Confederación (no confundir con la Confederación Argentina) y se decidieron por Argentina a raíz de las posibilidades de obtener tierras a buen precio para dedicarse a la agricultura, la libertad de culto y posibilidades de progreso, lo cual era fomentado por el gobierno santafesino.
De 2002 a 2003, muchos estadounidenses emigraron a Argentina cuando el país sudamericano se convirtió de repente en «relativamente barato», por lo que se convirtió en un lugar económico para vivir. La inmigración procedente de los Estados Unidos aumentó aún mucho más durante y después de la crisis financiera de 2007-2008, ya que muchos estadounidenses decidieron dejar su país natal para ir rumbo a Argentina y otros destinos que no habían resultado tan golpeados por la Gran Recesión. Se estima que el número de estadounidenses que solicitó la residencia permanente había aumentado un 12% en 2008.